# Instituto de Estudios Coptos
El Instituto de Estudios Coptos (معهد الدراسات القبطية) es un instituto fundado en 1954 por la Iglesia Copta Ortodoxa de Alejandría para regular y estudiar el idioma copto y la coptología. Tiene su sede en El Cairo. 

## Descripción
El instituto es el principal centro de investigación de la iglesia egipcia en temas de coptología y ha compartido muchas investigaciones sobre diferentes aspectos de la coptología desde su creación. Los pintores coptos Isaac Fanous y Adel Nassief estudiaron en el instituto. 
El instituto participa en estudios de posgrado en materias coptas, incluyendo música copta, arte copto, iconografía copta e historia copta. 
Uno de los profesores fue Mikhail Girgis El Batanouny, el experto en música copta. 
De 1955 a 1985, Iris Habib Elmasry continuó dando conferencias sobre historia copta en el Instituto de Estudios Coptos. 

## Fundación
El instituto fue fundado principalmente por su primer presidente, el profesor Aziz Suryal Atiya; quien también fue el Fundador del centro de Medio Oriente, Universidad de Utah. Otros coptólogos y egiptólogos prominentes contribuyeron a su establecimiento como profesor Dr. Pahor Labib, Director del Museo Copto en el Viejo Cairo (1951-1965). 